# 漆园街道
漆园街道，是中华人民共和国安徽省亳州市蒙城县下辖的一个乡镇级行政单位。

## 行政区划
漆园街道下辖以下地区：
北城社区、碾盘社区、孙沟村、土山村、香山村、前王村、太山村、十里井村、花园村、黄寨村、宫庄村、淝河村、唐集村、双油坊村和旭光村。